# Anabathmis reichenbachii
El suimanga de Reichenbach (Anabathmis reichenbachii) es una especie de ave paseriforme de la familia Nectariniidae propia de África Central y las costas de África occidental. Su nombre conmemora al biólogo alemán Heinrich Ludwig Reichenbach (1793-1879).